# Big Shot: Hvězdný trenér
Big Shot: Hvězdný trenér (v anglickém originále Big Shot) je americký komediální televizní seriál vytvořený Davidem E. Kelleyem, Deanem Loreyem a Bradem Garrettem, v hlavní roli s Johnem Stamosem, který měl premiéru 16. dubna 2021 na Disney+. Dne 2. září 2021 Disney+ obnovil seriál na druhou řadu.

## Synopse
Seriál sleduje temperamentního basketbalového trenéra, který je vyhozen ze své současné práce a skončí na elitní dívčí soukromé střední škole.

## Obsazení

### Hlavní role
- John Stamos (český dabing: Martin Sobotka) jako Marvyn Korn, basketbalový trenér
- Jessalyn Gilsig (český dabing: René Slováčková) jako Holly Barrettová, asistentka trenéra a učitelka biologie
- Richard Robichaux (český dabing: Ladislav Cigánek) jako George Pappas, školní poradce
- Sophia Mitri Schloss (český dabing: Vanda Chaloupková) jako Emma Kornová, Marvynova dospívající dcera
- Nell Verlaque (český dabing: Lucie Kušnírová) jako Louise Gruzinsky, kapitánka basketbalového týmu
- Tiana Le (český dabing: Martina Kechnerová) jako Destiny Lorraine Wintersová
- Monique Green jako Olive Cooperová
- Tisha Eve Custodio (český dabing: Kristýna Skružná) jako Carolyn „Mouse“ Rose Adrienne Smithová
- Cricket Wampler (český dabing: Klára Nováková) jako Samantha „Giggles“ Finkmanová
- Yvette Nicole Brown (český dabing: Regina Řandová) jako Sherilyn Thomasová, ředitelka školy

### Vedlejší role
- Toks Olagundoye (český dabing: Petra Hobzová) jako Terri Grintová, učitelka politických věd
- Emery Kelly (český dabing: Michal Michálek) jako Dylan, Louisin nejlepší kamarád
- Darcy Rose Byrnes (český dabing: Pavlína Kostková Dytrtová) jako Harper Schapira, intenzivní školní novinářka a dcera slečny Goodwinové
- Dale Whibley (český dabing: Michal Michálek) jako Lucas Gruzinsky, Louisin starší bratr
- Kathleen Rose Perkins jako Margaret „Maggie“ Goodwinová, učitelka dramatu, poradkyně dramatického klubu a Harpeřina matka
- Daisha Graf (český dabing: Jitka Moučková) jako Angel, Destinina teta / biologická matka
- Damian Alonso (český dabing: Václav Rašilov) jako Jake Matthews
- Camryn Manheim (český dabing: Kateřina Peřinová) jako trenérka Joyce McCarthyová
- Keala Settle (český dabing: Petra Hanžlíková - Tišnovská) jako Christina Wintersová, Destinina matka / teta

### Speciální hosté
- Tony Kornheiser jako on sám
- Michael Wilbon jako on sám

## Seznam dílů

### První řada (2021)
| Č. v seriálu | Č. v řadě | Původní název            | Český název         | Režie         | Scénář                                                                                 | Premiéra na Disney+ |
| ------------ | --------- | ------------------------ | ------------------- | ------------- | -------------------------------------------------------------------------------------- | ------------------- |
| 1            | 1         | Pilot                    | Pilot               | Bill D'Elia   | námět: David E. Kelley, Dean Lorey s Brad Garrett scénář: David E. Kelley a Dean Lorey | 16. dubna 2021      |
| 2            | 2         | The Marvyn Korn Effect   | Efekt Marvyna Korna | Bill D'Elia   | Alyson Fouse                                                                           | 23. dubna 2021      |
| 3            | 3         | TCKS                     | DNSP                | Ron Underwood | Cary Bickley                                                                           | 30. dubna 2021      |
| 4            | 4         | Great in the Living Room | Přemlouvání mi jde  | Bola Ogun     | Chris Marrs                                                                            | 7. května 2021      |
| 5            | 5         | This Is Our House        | Je to náš dům       | Viet Nguyen   | Leslie Schapira                                                                        | 14. května 2021     |
| 6            | 6         | Carlsbad Crazies         | Cvoci z Carlsbadu   | Ron Underwood | Jacquie Walters                                                                        | 21. května 2021     |
| 7            | 7         | Kalm Korn                | Korn v krizi        | Barbara Brown | Kim Newton                                                                             | 28. května 2021     |
| 8            | 8         | Everything to Me         | Jsi pro mě vším     | Ron Underwood | Erin Weller a Kate Heckman                                                             | 4. června 2021      |
| 9            | 9         | Beth MacBeth             | Beth MacBethová     | Barbara Brown | Arielle Díaz                                                                           | 11. června 2021     |
| 10           | 10        | Marvyn's Playbook        | Marvynova příručka  | Bill D'Elia   | Wendy Mericle a John R. Montgomery                                                     | 18. června 2021     |